# Biosteres rusticus
Biosteres rusticus är en stekelart som först beskrevs av Alexander Henry Haliday 1837.  Biosteres rusticus ingår i släktet Biosteres och familjen bracksteklar. Inga underarter finns listade.